# Alfabet muzyczny
Alfabet muzyczny – zestaw liter alfabetu łacińskiego, którymi oznacza się w obrębie oktawy dźwięki skali diatonicznej (c, d, e, f, g, a, h), a także ich obniżenie lub podniesienie o półton albo cały ton, co uzyskuje się dodaniem właściwej końcówki (-is, -isis, -es, -eses). Dźwięk H w niektórych krajach nazywany jest B. W Polsce B oznacza dźwięk H obniżony o pół tonu.
System alfabetu muzycznego jest znany od wczesnego średniowiecza i jest starszy od nazw solmizacyjnych.